# Símbolo de Schläfli

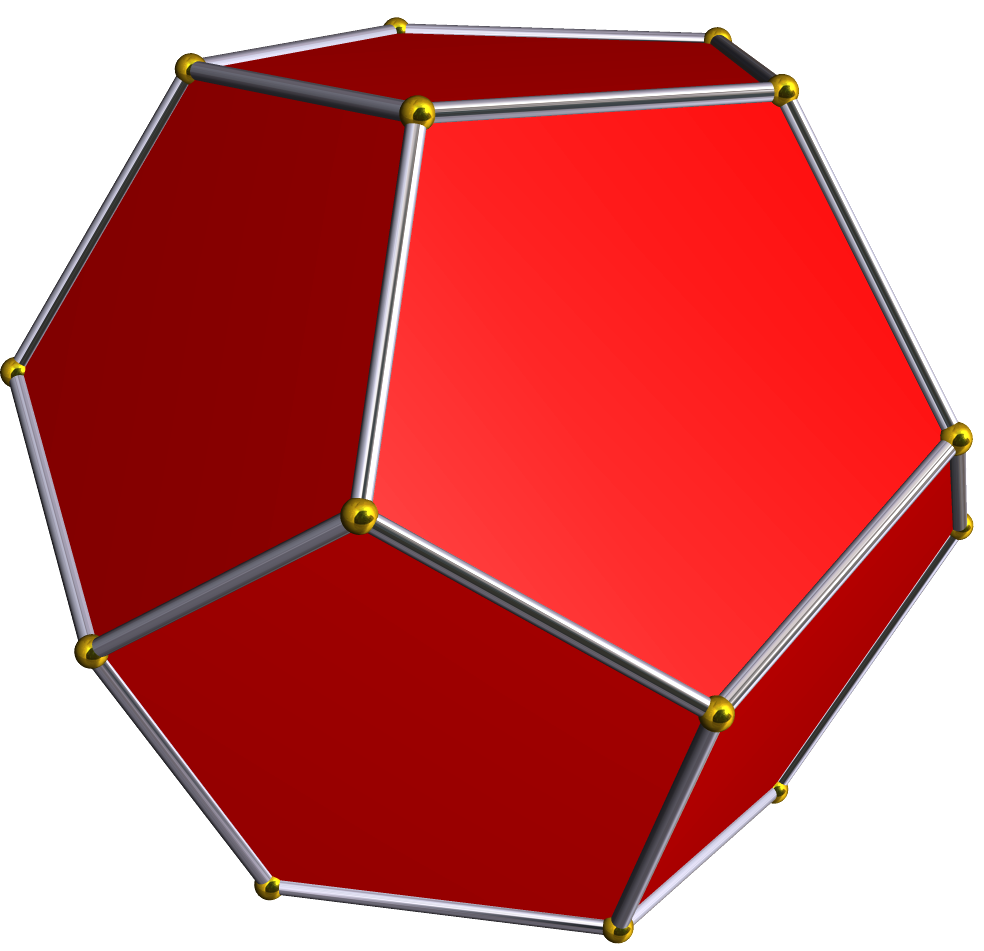
El dodecaedro es un poliedro regular con el símbolo de Schläfli {5,3}, porque tiene caras pentagonales (representadas por el número 5), y tres de ellas coinciden en cada vértice (situación indicada por el número 3)

En geometría, el símbolo de Schläfli es una notación simple de la forma {\displaystyle \scriptstyle \{p,\,q,\,r,\,...,\,w\},} que proporciona un sumario de algunas propiedades importantes de un politopo regular o de una teselación (teselado o embaldosado) regular. Debe su nombre al matemático suizo Ludwig Schläfli, quien hizo importantes contribuciones a la geometría y a otras áreas de la matemática. 

## Descripción
El símbolo de Schläfli es una descripción recursiva. Comenzando con un polígono regular de {\displaystyle \scriptstyle p\,} lados con el símbolo {\displaystyle \scriptstyle {p}\,}. Por ejemplo, {\displaystyle \scriptstyle \{3\}} es el triángulo equilátero, {\displaystyle \scriptstyle \{4\}} es el cuadrado, {\displaystyle \scriptstyle \{5\}} es el pentágono regular, etc. 
Un poliedro regular, el cual tiene caras regulares de {\displaystyle \scriptstyle p\,} lados, {\displaystyle \scriptstyle q\,} en torno de cada vértice, se representa por {\displaystyle \scriptstyle \{p,\,q\}}. Por ejemplo, el cubo tiene {\displaystyle \scriptstyle 6} cuadrados {\displaystyle \scriptstyle \{4\}}, {\displaystyle \scriptstyle 3} en torno de cada vértice y se representa por {\displaystyle \scriptstyle \{4,\,3\}}. 
Un {\displaystyle \scriptstyle 4}–politopo (de cuatro dimensiones) con celdas poliédricas {\displaystyle \scriptstyle \{p,\,q\}}, {\displaystyle \scriptstyle r} en torno de cada vértice se representa por {\displaystyle \scriptstyle \{p,\,q,\,r\}}. El hipercubo de cuatro dimensiones, por ej. es {\displaystyle \scriptstyle \{4,\,3,\,3\}}. 
En general, un politopo {\displaystyle \scriptstyle n}–dimensional está formado de facetas {\displaystyle \scriptstyle n}–dimensionales, {\displaystyle \scriptstyle \{p,\,q,\,r,...,\,v\}}, {\displaystyle \scriptstyle w} en torno de cada vértice, de esta manera su símbolo es {\displaystyle \scriptstyle \{p,\,q,\,r,...,\,v,\,w\}}. 
Para ciertos fines, el símbolo de un segmento de recta unitario es {\displaystyle \scriptstyle \{\,\}}.
Los politopos regulares pueden tener elementos que sean polígonos estrellados (también denominados en ocasiones estelados), cuyo símbolo es {\displaystyle \scriptstyle \left\{{\tfrac {p}{s}}\right\}}. La fracción {\displaystyle \scriptstyle {\tfrac {p}{s}}} debe ser irreductible, esto es, {\displaystyle \scriptstyle p} y {\displaystyle \scriptstyle q} deben ser primos relativos. Así, por ej. {\displaystyle \scriptstyle \left\{{\tfrac {8}{3}}\right\}} representa una estrella de {\displaystyle \scriptstyle 8} vértices, tomados de {\displaystyle \scriptstyle 3} en {\displaystyle \scriptstyle 3}. Otro ej. es el gran dodecaedro estrellado {\displaystyle \scriptstyle \left\{{\tfrac {5}{2}},\,3\right\}} está formado por {\displaystyle \scriptstyle 12} pentagramas {\displaystyle \scriptstyle \left\{{\tfrac {5}{2}}\right\}}, {\displaystyle \scriptstyle 3} en torno de cada vértice.
Un politopo regular tiene un politopo dual, representado por los elementos de símbolo de Schläfli en orden inverso. Un politopo regular auto dual tendrá un símbolo de Schläfli simétrico. 
La faceta de un politopo regular {\displaystyle \scriptstyle \{p,\,q,\,r,\,...,\,v,\,w\}} es {\displaystyle \scriptstyle \{p,\,q,\,r,\,...,\,v\}}. 
Cada politopo regular {\displaystyle \scriptstyle \{p,\,q,\,r,\,...,\,w\}} tiene una figura de vértice regular {\displaystyle \scriptstyle \{q,\,r,\,...,\,w\}}. Comúnmente, se supone que la figura de vértice es un politopo finito, pero en ocasiones puede considerarse como un teselado mismo. 
Un símbolo de Schläfli puede representar a un poliedro convexo finito, un teselado infinito en el espacio euclidiano o un teselado infinito en el espacio hiperbólico, dependiendo del defecto (angular) de la construcción. Un defecto positivo permite que la figura de vértice se doble a otra dimensión forma un lazo hasta encontrarse consigo mismo para formar un politopo. Un defecto igual a cero llenará el espacio de la misma dimensión que las facetas. Un defecto negativo no puede existir en el espacio ordinario, pero puede construirse en el espacio hiperbólico.

## Grupos de simetría
Un símbolo de Schläfli {\displaystyle \scriptstyle \{p,\,q,\,r,\,...,\,w\}} está estrechamente relacionado con los grupos de simetría de reflexión, también llamados grupos de Coxeter, formado con los mismos índices, pero en lugar de llaves, corchetes: {\displaystyle \scriptstyle [\,p,\,q,\,r,\,...,\,w\,]}. A menudo se llaman tales grupos como los politopos regulares que generan. Por ej. {\displaystyle \scriptstyle [3,\,4]} es el grupo de Coxeter para la simetría octaédrica (Oh).

## Politopos

### Polígonos
Se define como sigue. El símbolo de Schläfli de un polígono de n lados es {n}, por ejemplo, el pentágono se expresa {5}. Las teselaciones de los polígonos se pueden expresar como números quebrados, por ejemplo, el pentagrama se expresa {5/2}

### Poliedros
El de un poliedro es {p,q}, si las caras son p-gonos y cada vértice está rodeado por q caras. Nótese que el símbolo de Schläfli no está bien definido para poliedros que no son suficientemente regulares (como el prisma).

El Icosaedro tiene caras con 3 lados y vértices en que convergen 5 caras: {3,5}.

Los símbolos de Schläfli para los sólidos platónicos son:
1. para el tetraedro : {3,3}
2. para el cubo : {4,3}
3. para el octaedro : {3,4}
4. para el dodecaedro : {5,3}
5. para el icosaedro : {3,5}

Es interesante notar cómo los últimos cuatro sólidos tienen sus símbolos invertidos entre sí (el cubo con el octaedro y el dodecaedro con el icosaedro), mientras que el tetraedro lo tiene invertido con respecto a sí mismo.
Los símbolos de Schläfli pueden definirse también para teselaciones regulares del espacio euclidiano o hiperbólico de modo similar. Por ejemplo, una teselación hexagonal se puede expresar {6,3}.

La teselación hexagonal consta de vértices donde convergen 3 hexágonos: {6, 3}.

Ocasionalmente, el símbolo de Schläfli se define con fracciones. Por ejemplo, hay varias instancias de 5/2 en la lista de politopos regulares. El símbolo {p/q} significa una figura en el plano con p vértices donde cada q-ésimo vértice está conectado. Por lo tanto, 5/2 es una forma de estrella de cinco puntas (pentagrama).
El símbolo de Schläfli de los cuatro sólidos de Kepler-Poinsot (poliedros regulares cóncavos) es: 
1. Pequeño dodecaedro estrellado : {5/2,5}
2. Gran dodecaedro : {5,5/2}
3. Gran dodecaedro estrellado : {5/2,3}
4. Gran icosaedro ; {3,5/2}

### Politopos de orden superior
Para politopos con un número de dimensiones mayor, el símbolo de Schläfli se define recursivamente como {p1,p2,...,pn-1} si las facetas tienen símbolo de Schläfli {p1,p2,...,pn-2} y las figuras de vértice tienen símbolo de Schläfli {p2,p3,...,pn-1}.
El símbolo de Schläfli de un segmento de línea es {}. Si un politopo tiene símbolo de Schläfli {p1,p2,...,pn-1} entonces su politopo dual tiene símbolo de Schläfli {pn-1,...,p2,p1}.

## Historia
Este símbolo toma su nombre del matemático suizo del siglo XIX Ludwig Schläfli (1814-1895), quien hizo contribuciones fundamentales a la geometría multidimensional.